# كفر علوان (الغربية)
كفر علوان إحدى قرى مركز طنطا التابع لمحافظة الغربية بجمهورية مصر العربية.

## التاريخ
قرية كفر علوان من القرى القديمة، حيث وردت باسم «برك علوان» في أعمال الغربية ضمن قرى الروك الصلاحي التي أحصاها ابن مماتي في كتاب قوانين الدواوين، كما وردت باسم «برك علوان» في أعمال الغربية ضمن قرى الروك الناصري التي أحصاها ابن الجيعان في كتاب «التحفة السنية بأسماء البلاد المصرية». وفي العصر العثماني وردت باسم «برك علوان» في التربيع العثماني الذي أجراه الوالي العثماني سليمان باشا الخادم في عصر السلطان العثماني سليمان القانوني ضمن قرى ولاية الغربية، وفي تاريخ 1228هـ/1813م الذي عدّ قرى مصر بعد المسح الذي قام به محمد علي باشا باسم «برك علوان» ضمن قرى مديرية الغربية. تغير الاسم إلى كفر علوان في سنة 1270هـ/1854م.

## التعليم
تصل نسبة الأمية في القرية إلى 38.48% بين من تجاوزوا العاشرة من عمرهم، بينما تصل نسبة من حصلوا على تعليم جامعي إلى 6.88% من جملة السكان.

## السكان
بلغ عدد سكان كفر علوان 1007 نسمة حسب تقدير عام 2018.
| السنة  | 1897 | 1907 | 1927 | 1947 | 1960 | 1976 | 1986 | 1996 | 2006 | 2018 |
| ------ | ---- | ---- | ---- | ---- | ---- | ---- | ---- | ---- | ---- | ---- |
| القرية | 252  | 220  | 168  | 248  | 341  | 481  | 552  | 675  | 784  | 1007 |